# کلسوس

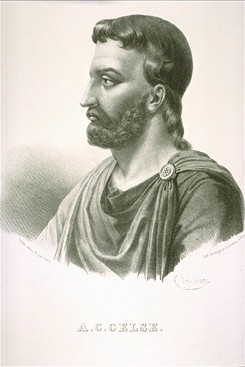
تصویر ترسیم شده از آندره کورنلیوس کلسوس در پاریس

کلسوس (به یونانی: Κέλσος) در حدود سال‌های ۱۷۸ - ۱۸۰ میلادی در خاور نزدیک، احتمالاً در مصر، برآمد.
از پیروان افلاطون و کسی بود که نخستین نقد منظم را دربارهٴ مسیحیت نوشت. رسالهٴ او موسوم به سخن راست تنها از طریق ردیه‌ای شناخته شده، که اوریگن در ۲۴۸ میلادی (در هشت کتاب) تألیف کرده است. این سند بسیار مهمی به شمار می‌رود.